# Esacus
Esacus és un gènere d'ocells de la família dels burrínids (Burhinidae) que habita des del sud-est de l'Iran, a través del sud-est asiàtic i les illes d'Indonèsia fins al Nord d'Austràlia. El gènere va ser introduït (com a subgènere) l'any 1831 pel naturalista francès René Lesson per situar el torlit becgròs de l'Índia.

## Taxonomia
Segons la classificació del Congrés Ornitològic Internacional (versió 2.5, 2010), aquest gènere està format per dues espècies:
- Torlit becgròs de l'Índia (Esacus recurvirostris).
- Torlit becgròs dels esculls (Esacus magnirostris).